# جنيفر آكير
جنيفر آكير (بالإنجليزية: Jennifer Aaker)‏ (بالإنجليزية:ٍ Jennifer Aaker) ( من مواليد 1967 ، كاليفورنيا ) عالمة نفس أمريكية، وهي مختصة في علم النفس الاجتماعي ، وكاتبة وأستاذة التسويق العام في ستانفورد المدرسة العليا للأعمال التجارية. اشتهرت لبحوثها في الوقت، المال والسعادة. و تركز آكير أيضا على نقل أفكارها من خلال الشبكات الاجتماعية، وذلك فيما يخص قوة عملية إتخاد القرار، وكيفية بناء العلامات التجارية العالمية عبر الثقافات. وهي حاصلة على جائزة الإنجاز العلمي الموقر من جمعية سلوك المستهلك و جائزة التدريس المتميز في جامعة ستانفورد.

## حياتها
ولدت آكير في بالو ألتو، كاليفورنيا، ,هي وأخوها ديفيد آكير، أستاذ واستشاري العلامة التجارية. درست آكير في جامعة كاليفورنيا (بيركلي)، حيث درست تحت إشراف عالم النفس الاجتماعي فيليب تيتلوك الفائز بجائزة نوبل ، و دانييل كاهنمان، الذي تلقي بكالوريوس في علم النفس في عام 1989. وفي عام 1990، بعد تخرجها بدأت آكير العمل في كلية الدراسات العليا للأعمال التجارية «جامعة ستانفورد»، و حصلت على درجة دكتوراه في مجال التسويق مع قاصر في علم النفس في عام 1995.لدى آكير أطروحة عن شخصية العلامة التجارية، وأدى ذلك إلى نشر ثلاث ورقات أكاديمية في مجلة بحوث التسويق، ومجلة أبحاث المستهلكين .